# HMS M6
HMS M6 var en svensk minsvepare som byggdes på Norrköpings varv i början av andra världskriget och sjösattes 1 januari 1941. Hon utrangerades i mars 1955 och blev sjömätningsfartyg, omdöpt till Grisslan. Åren 1965-67 genomgick hon en påkostad ombyggnad i Råå, vid Holms varv. år 1988 såldes hon till nuvarande ägare. Hon återfinns enligt de senaste uppgifterna vid Huvudsta i Solna under namnet Albony.
Natten mellan den 19 och 20 mars 2017, sjönk Albony då hon låg vid kaj  utanför Hufudsta gård i Solna. I december 2018 återkom Albony till Huvudsta efter att varit hos Boghammars varv för reparationer.